# Llano del Espartal
El Polígono Industrial Llano del Espartal es una de las principales áreas industriales de la ciudad de Alicante, situado al oeste del núcleo urbano, entre el cementerio municipal y la autovía A-70. Con una extensión aproximada de 99 hectáreas, alberga alrededor de 185 empresas, predominantemente del sector del comercio mayorista y minorista.

## Historia y desarrollo
El desarrollo del polígono se llevó a cabo entre los años 2005 y 2008, en una actuación promovida por los propietarios del suelo, constituidos en agente urbanizador. Sin embargo, discrepancias respecto a las condiciones de las obras ejecutadas llevaron al Ayuntamiento a acordar solo una recepción provisional de la urbanización, hasta que se acometiesen distintas subsanaciones sobre las parcelas resultantes y sobre los viales de acceso. El proceso llegó a judicializarse, con una sentencia favorable al Ayuntamiento dictada por el Tribunal Superior de Justicia en septiembre de 2017.

## Situación actual
A pesar de su potencial, el polígono se ha enfrentado a diversos problemas, como la falta de urbanización adecuada, ausencia de servicios básicos y proliferación de vertederos ilegales. En 2022, el Ayuntamiento de Alicante aprobó un proyecto de obras de urbanización de la avenida del Zodiaco, con un presupuesto de 5,1 millones de euros, para mejorar las infraestructuras del polígono.
En 2023, se impulsó la constitución de una Entidad de Gestión y Modernización (EGM) para el polígono, con el objetivo de profesionalizar la gestión del área empresarial y mejorar su catalogación.
En 2025, se reportaron más de 400 puntos de vertido ilegal en la ciudad, afectando también al Llano del Espartal.
Gracias a la futura EGM y las inversiones públicas previstas, el Llano del Espartal se perfila como una zona industrial estratégica en expansión. Las obras de mejora permitirán atraer nuevas inversiones y empresas, y se prevé la consolidación del área como un polo logístico clave, conectado con el cinturón metropolitano y el Puerto de Alicante. También se estudia la posibilidad de establecer zonas verdes y áreas de descanso para mejorar la calidad ambiental del entorno industrial.